# Wu-tchaj-šan

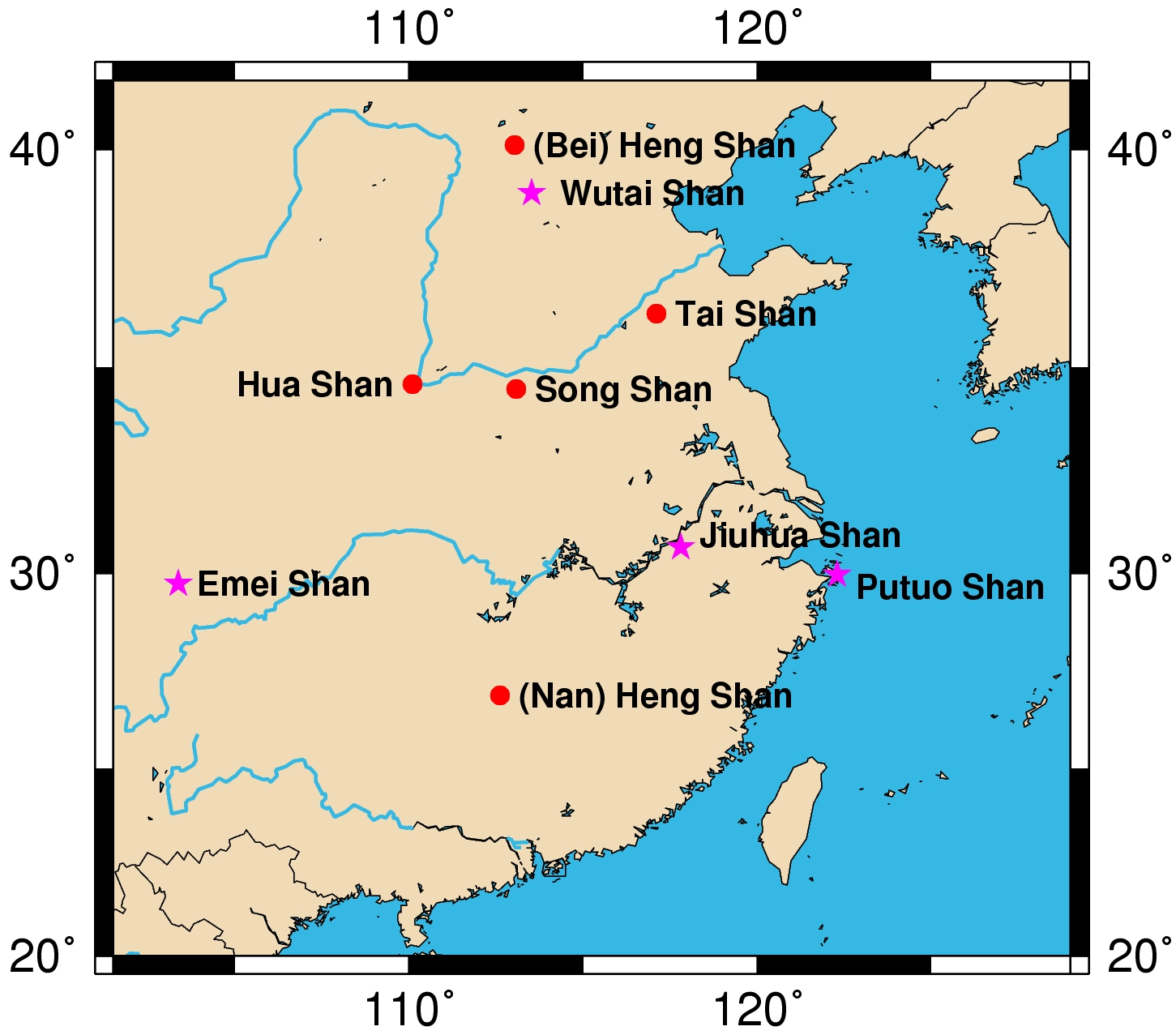
Mapa posvátných hor Číny – fialové hvězdy označují čtyři posvátné hory buddhismu, Wu-tchaj-šan je nejsevernější

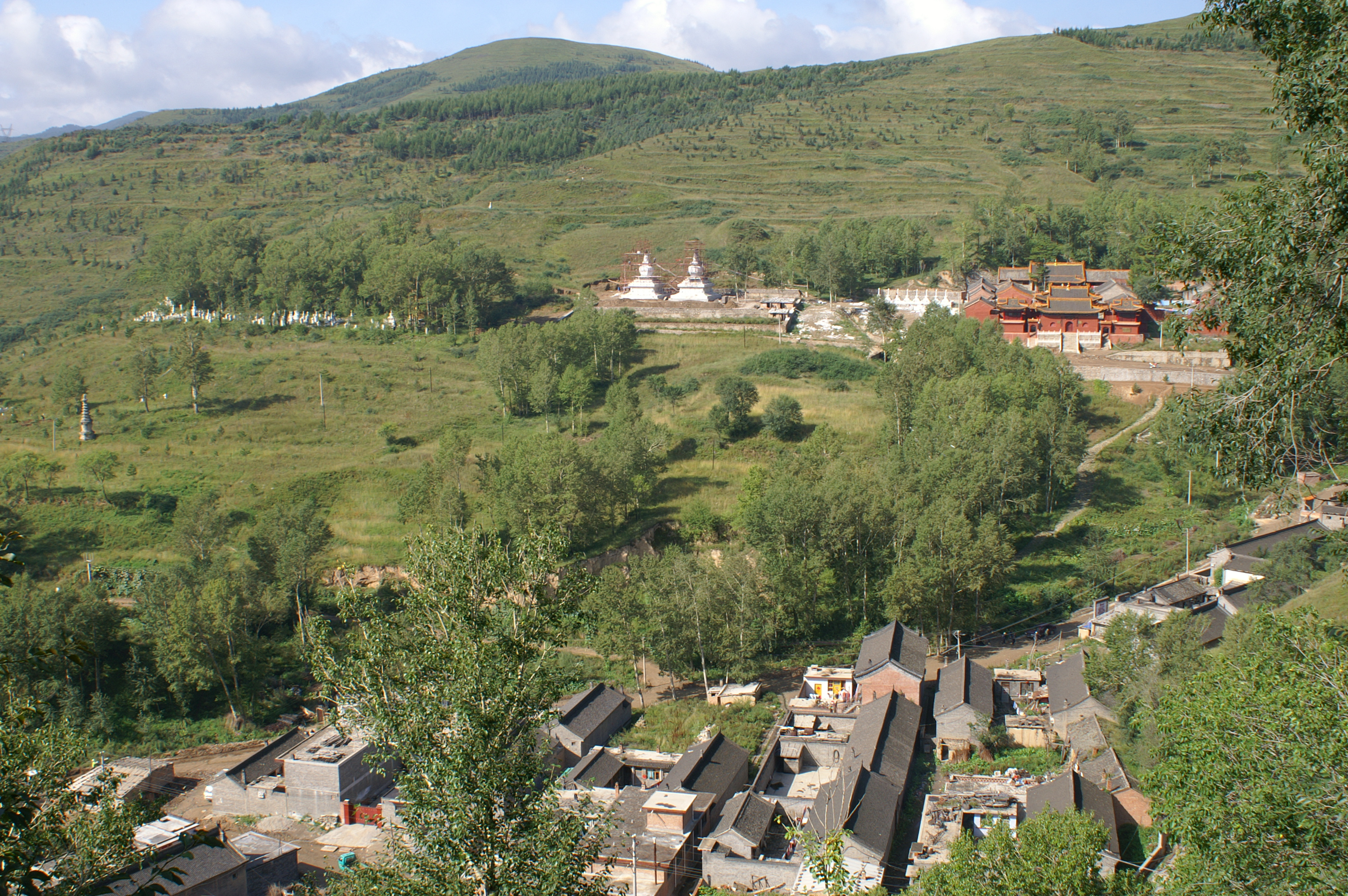
Hlavní buddhistický chrám na hoře Wu-Tchaj

Wu-tchaj-šan nebo hora Wu-tchaj (čínsky pchin-jinem Wǔtái Shān, znaky 五台山) je hora na severovýchodě Číny v provincii Šan-si. Dosahuje výšky 3058 metrů. Patří mezi tzv. čtyři posvátné hory buddhismu, což je označení pro čtyři hory, které jsou posvátné pro buddhisty. Od roku 2009 je součástí světového dědictví UNESCO.